# Manuel Abadal
Manuel Abadal foi um escritor espanhol do século XVIII, nascido em Saragoça. Foi eclesiástico catedrático de teologia em Saragoça.